# Emprenedor
Emprenedor és una persona que crea, desenvolupa i implanta un projecte empresarial. La paraula prové del llatí prendere. Era usada en documents del Consolat de Mar com acordar o iniciar.

## Factors clau
Segons la Recomanació sobre les competències clau per a l'aprenentatge permanent, l'actitud de l'emprenedor es caracteritza per la iniciativa, la proactivitat, la independència i la innovació, tant en la vida privada i social com en la professional. També està relacionada amb la motivació i la determinació a l'hora de complir els objectius, ja siguin objectius personals o metes fixades en comú amb altres, incloent-hi l'àmbit laboral.
Per establir quins són els factors més rellevants en l'activitat emprenedora es pot establir una categorització basant-se en sis grans grups de factors clau, segons la línia marcada per l'agrupació establerta en el Programa d’indicadors d’emprenedoria (PIE) de l'OCDE-Eurostat que n’identifica sis grups:
1. El marc regulatori
2. Les condicions del mercat
3. L'accés al finançament
4. R&D i tecnologia
5. Capacitats emprenedores
6. La cultura empresarial

## Història
En l'Edat Mitjana fou utilitzat per designar els arquitectes d'obres civils i religioses. Posteriorment s'emprà per designar els militars mercenaris. A començaments del segle xviii el terme entrepreneur ja era corrent per referir-se als empresaris i comerciants, especialment a partir del model de John Law.
Richard Cantillon (1680-1734) fou el primer que va destacar el paper de l'entrepreneur en l'activitat econòmica. El seu emprenedor és algú que compra a preus certs i ven a preus incerts i, per tant, Cantillon veu la seva principal funció com la d'assumir risc.
Durant la major part dels segles XVIII i XIX els economistes de l'escola britànica no realitzen distincions entre l'emprenedor, l'empresari i el capitalista, ja que normalment les tres funcions les exercia la mateixa persona.
Els economistes francesos i alemanys associaren el risc amb el benefici i així Johann Heinrich von Thünen considerà que a l'emprenedor li corresponia el benefici que quedava un cop pagats el capital i la tasca d'organitzar els factors productius. Knight (1921) seguí posteriorment una línia similar, distingí entre el risc (sobre el que és possible establir una prima d'assegurança) i la incertesa (allò que és del tot desconegut) i determinà que aquesta darrera era la que definia l'activitat emprenedora.
L'escola històrica alemanya també s'interessà pel fenomen i pel paper de les minories (jueus, estrangers…) desenvolupant aquesta funció. També utilitzaren el concepte de creativitat destructiva per indicar que la creativitat dels emprenedors destruïa els vells negocis (per exemple, la substitució de les mules i bous pels tractors)
Per a Schumpeter l'emprenedor és fonamentalment un innovador, algú que combina nous mitjans de producció. Aquesta acció li permet obtenir uns beneficis, ja que trenca momentàniament l'equilibri de mercat. A llarg termini els seus beneficis van desapareixent, ja que altres empresaris el copien, retornant l'economia a una situació d'equilibri.
Els economistes austríacs també han defensat el paper de l'emprenedor en el desenvolupament econòmic. Von Mises (1949) destaca que més que emprenedors hi ha accions emprenedores, és a dir, accions que incorporen incertesa. Kirzner (1973) considera que l'economia no es troba mai en situació d'equilibri, ja que els venedors no coneixen perfectament les intencions de compra dels compradors. Els emprenedors són agents que es troben alerta i que detecten les diferències entre les necessitats dels compradors i allò que realment es produeix i, per tant, actuen com arbitratgistes. D'aquesta manera es converteixen en agents que fan tendir l'economia cap al seu punt d'equilibri.

## Evolució de l'emprenedoria a Catalunya
L'evolució de l'emprenedoria a Catalunya els darrers anys presenta les següents característiques:
- L'any 2012 continua la tendència iniciada el 2006 de la davallada en el nombre de persones emprenedores, segons les dades procedents de la Seguretat Social (SS) i les de l'EPA. En canvi, l'Informe GEM Catalunya 2012 recull de nou que creix la iniciativa emprenedora i els indicadors de demografia empresarial mostren com la taxa bruta d’entrada és superior el 2012 en comparació amb el 2011 (és a dir, s'han activat més empreses).
- S'incrementa el nivell d’estudis assolit per part dels emprenedors (sobretot estudis superiors).
- Segons el GEM, els joves (els menors de 35 anys) tendeixen més a emprendre que la mitjana de la població, si bé l'Informe 2012 reflecteix com enguany els més grans han creat més empreses que els més joves. Aquesta dada és coherent amb la informació procedent de la Seguretat Social, que mostra un cert envelliment del col·lectiu d’autònoms.
- Malgrat l'actual context econòmic i alt atur, l'emprenedoria per oportunitat és superior a la de necessitat, si bé aquesta darrera creix amb força els darrers dos anys.
- La construcció ha registrat fortes davallades en el nombre d’emprenedors, la qual cosa, combinada amb la davallada també registrada per la indústria, ha provocat que el sector serveis sigui el que aglutina la major part del treball autònom. Ara bé, la construcció continua sent un sector amb un important dinamisme en termes de demografia empresarial: es continuen creant empreses, però a un ritme inferior a les que es destrueixen.
- La majoria dels emprenedors no tenen assalariats i, precisament, els que sí que en tenen han davallat de manera més intensa (tant segons les dades de l'EPA com de la Seguretat Social), fet que reflecteix l'atomització de les iniciatives emprenedores a Catalunya. Les empreses sense assalariats o amb molt pocs lideren els indicadors de creació i de destrucció d’empreses.
- Els darrers anys la concepció social, el prestigi i el reconeixement de l'emprenedoria han millorat, si bé la persistència i la gravetat de l'actual crisi pot afectar negativament aquest canvi.